# Campo de batalla: Guadalcanal
Campo de batalla: Guadalcanal (Battlefield: Guadalcanal en inglés) es un documental producido por Gavin Bott para Cromwell Productions en 2001. Fue escrito por David Manson. Paul Farrer compuso su música original. 
Incluido en la colección Grandes batallas de la historia en DVD, sección II Guerra Mundial, lleva por epígrafe: El enfrentamiento más cruel entre japoneses y estadounidenses.

## Argumento
En el archipiélago de Salomón (Pacífico Sur), se encuentra Guadalcanal, la isla que fue escenario de uno de los más cruentos enfrentamientos de la II Guerra Mundial entre combatientes japoneses y americanos. Guadalcanal está situada estratégicamente cerca de las rutas marítimas más importantes de la zona, el inicio de la construcción de un campo aéreo por parte de los ocupantes nipones obligó al alto mando estadounidense a tomar la decisión de apoderarse de la isla. El 7 de agosto de 1942 se llevó a cabo el desembarco de un importante número de marines, acompañado de un gran despliegue aeronaval. A partir de ese día, se sucedieron varias batallas terrestres y navales, hasta que los americanos lograron derrotar a las fuerzas niponas, sufriendo ambos bandos grandes pérdidas humanas y materiales.

## Nota
1. ↑  Grandes batallas de la historia. Guadalcanal (sic), Eagle Media & DiskoDVD Vision, 2009. Esta edición sólo incluye la primera parte del documental.

- Datos: Q5745826